# Bobo Ashanti (album Sizzli)
Bobo Ashanti – jedenasty album studyjny Sizzli, jamajskiego wykonawcy muzyki reggae i dancehall.
Płyta została wydana 5 września 2000 roku przez londyńską wytwórnię Greensleeves Records. Produkcją nagrań zajął się Phillip "Fatis" Burrell. Trzon grupy akompaniującej Sizzli stanowili muzycy riddim bandu The Fire House Crew. 
14 października 2000 roku album osiągnął 6. miejsce w cotygodniowym zestawieniu najlepszych albumów reggae magazynu Billboard (ogółem był notowany na liście przez 8 tygodni).

## Lista utworów
1. "The World"
2. "Courage"
3. "Whether or Not"
4. "Grow U Locks"
5. "This Day"
6. "Attack"
7. "Glorify"
8. "Wicked Naw Go Prosper"
9. "Good Looking"
10. "Do Good"
11. "Strength & Hope"
12. "Children Beware"
13. "Must Rise"

## Twórcy

### Muzycy
- Sizzla – wokal
- Donald "Bassie" Dennis – gitara, gitara basowa
- Christopher Meredith – gitara basowa
- Jacob Miller – perkusja
- Sly Dunbar – perkusja
- Melbourne "George Dusty" Miller – perkusja
- Steven Stanley – instrumenty klawiszowe
- Nigel Staff – instrumenty klawiszowe

### Personel
- Paul Daley – inżynier dźwięku
- Toby Whelan – inżynier dźwięku
- Mark Harrison – inżynier dźwięku
- Robert Murphy – inżynier dźwięku, miks
- Collin "Bulby" York – miks
- Garfield McDonald – miks
- Steven Stanley – miks
- David Rowe – miks
- Kevin Metcalfe – mastering
- Tony McDermott – projekt okładki
- William Richards – zdjęcia